# 22 germinal
22 ventôse 22 floréal
Le duodi 22 germinal, officiellement dénommé jour de la romaine, est le 202e jour de l'année du calendrier républicain.
C'était généralement le 11e jour du mois d'avril dans le calendrier grégorien.